# アメリカ合衆国陸軍省
陸軍省（りくぐんしょう、英語: Department of the Army）は、アメリカ国防総省を構成する三省の一つ。文民である陸軍長官を長とし、アメリカ陸軍の管理（作戦指揮等は除く）に責任を有する。
陸軍省の最高位の軍人は陸軍参謀総長である。

## 歴史
前身である旧陸軍省（Department of War、「軍事省」「戦争省」とも）は、1789年から1947年9月18日まで陸上兵力および航空兵力に責任を有するアメリカ合衆国の行政機関であった。
1947年9月18日に国家軍政省（National Military Establishment）が設立されたことに伴い、旧陸軍省は現在の陸軍省（Department of the Army）と空軍省（Department of the Air Force）に分割され、その傘下となった。同時に陸軍航空隊は新たに設立された空軍省の下アメリカ空軍となった。
国家軍政省は1949年8月10日に国防総省（Department of Defense）に改名された。